# Ben Easter
Benjamin Easter, detto Ben (Denver, 1º maggio 1979), è un attore statunitense.

## Filmografia

### Cinema
- Holiday in the Sun, regia di Steve Purcell (2001)
- Pearl Harbor, regia di Michael Bay (2001)
- Due gemelle quasi famose (The Challenge), regia di Craig Shapiro (2003)
- Leggenda mortale (I'll Always Know What You Did Last Summer), regia di Sylvain White (2006)
- Husk, regia di Brett Simmons (2011)

### Televisione
- Così è la vita (That's Life) – serie TV, 1 episodio (2000)
- Cora Unashamed, regia di Deborah Pratt – film TV (2000)
- Due gemelle e un maggiordomo (So Little Time) – serie TV, 5 episodi (2002)
- Boston Public – serie TV, 2 episodi (2003)
- Zenon: Z3, regia di Steve Rash – film TV (2004)